# تيد مالون
تيد مالون (بالإنجليزية: Ted Malone)‏ هو سياسي أسترالي، ولد في 14 نوفمبر 1943 في ماكاي في أستراليا. حزبياً، نشط في الحزب الوطني الليبرالي في كوينزلاند. وقد انتخب عضو المجلس التشريعي ولاية كوينزلاند عن دائرة Electoral district of Mirani ‏ (30 أبريل 1994 – 31 يناير 2015).